# Il superpoliziotto del supermercato 2
Il superpoliziotto del supermercato 2 (Paul Blart: Mall Cop 2) è un film del 2015 diretto da Andy Fickman, sequel del film Il superpoliziotto del supermercato.

## Trama
Dopo aver divorziato dalla moglie dopo solo sei giorni di matrimonio e aver perso la madre a causa di un furgone del latte che l'aveva investita mentre prendeva il giornale, sembra che la vita di Paul Blart sia destinata ad andare a rotoli. Ma quando riceve una lettera d'invito a Las Vegas per partecipare alla convention annuale degli agenti di sicurezza, Paul capisce che il destino ha in serbo per lui qualcosa...

## Distribuzione
Il film è stato distribuito nelle sale cinematografiche statunitensi il 17 aprile 2015. Questo è l'ultimo film del doppiaggio italiano Vittorio De Angelis, che morì cinque mesi prima dell'uscita del film, a causa di un infarto.

## Riconoscimenti
- 2015 - Teen Choice Awards[1]
  - Candidatura per il miglior film commedia
  - Candidatura per il miglior attore in un film commedia a Kevin James
  - Candidatura per la miglior attrice in un film commedia a Raini Rodriguez
- 2016 - Razzie Awards
  - Candidatura per il peggior film
  - Candidatura per il peggior regista a Andy Fickman
  - Candidatura per il peggior attore protagonista a Kevin James
  - Candidatura per la peggior coppia a Kevin James e alla sua Segway (o ai suoi baffi appiccicati con la colla)
  - Candidatura per la peggior sceneggiatura a Kevin James e Nick Bakay
  - Candidatura per il peggior prequel, remake, rip-off o sequel